# 뉴올리언스
뉴올리언스(영어: New Orleans, 프랑스어: La Nouvelle-Orléans, 스페인어: Nueva Orleans)는 미국 루이지애나주 남부의 미시시피강 어귀로부터 상류로 170km에 위치한 도시다. 미국의 주요 항구 도시 중 하나이고, 루이지애나 주의 최대도시이다. 2010년 기준 미국에서 46번째 규모의 광역 도시권을 형성하고 있다. 행정 구역상으로는 올리언스군(영어: Orleans Parish 올리언스 패리시[*])을 형성한다.
멕시코만과 미시시피 강을 끼고 있는 항구 도시로 라틴 아메리카와의 무역의 중심지이며, 남부 최대의 상공업 및 금융의 중심도시이다. 멕시코 만의 석유 산업은 뉴올리언스의 주요 산업이다. 재즈가 탄생한 도시로서 "재즈의 고향"으로 널리 알려져 있기도 하다.
1947년 이후 자유항이 된 항구는 무역량에서 전 미국 제2위를 차지하며, 면화·석유·곡물·담배 등을 수출하고, 설탕·커피·바나나·보크사이트 등을 수입한다. 공업은 세계 제1의 제면업(製綿業) 외에 기계제조, 석유나 설탕의 정제가 활발하다. 처음에 프랑스인에 의해서 건설되었기 때문에 구시가(舊市街)에는 그때를 엿볼 수 있는 건물이 많다.
2005년에 허리케인 카트리나에 의해 도시 전체가 물에 잠겨 극심한 피해를 입었으며, 2011년 미시시피 강 홍수로 카트리나 보다 더 큰 피해를 입을 뻔했다.

## 주민
흑인들은 뉴올리언스 인구의 3분의 2 이상을 차지한다. 그들은 18세기에 노예로서 정착하였다. 1900년대 초반에는 흑인 음악가들이 뉴올리언스를 재즈의 중심지로 만들었다. 그중의 한 사람이 루이 암스트롱이었다. 또한 프랑스, 아일랜드, 이탈리아, 독일, 그리스, 중국계 등의 주민들도 살며, 히스패닉의 수도 늘었다. 뉴올리언스의 일찍부터 살고있던 흑인, 프랑스, 인디언, 스페인 계통의 주민들은 크리올로 알려졌다. 뉴올리언스는 강한 크리올 문화의 중심지이다. 이 4개 문화의 향긋한 맛이 조화된 크리올 요리의 식당들이 도시 전역에 퍼져있다.

## 경제
뉴올리언스는 세계에서 가장 크고 바쁜 항구들 중 하나를 가지고 있으며 뉴올리언스 광역 도시권은 해양산업의 중심이다. 또한 뉴올리스언스 지역은 미국 오일 정제와 석유 생산에 중요한 지역으로 육지와 연안의 석유와 천연가스 생산을 위한 사무 회사가 있다. 허리케인 카트리나 이후에 뉴올리언스의 많은 사업체들이 문을 닫고 말았다. 그러나 2007년부터는 경제가 회복되기 시작하였다.

### 무역과 금융
뉴올리언스 항구는 1년에 100만 톤의 화물들을 다루고 있다. 미국 중서부에서 들어오는 곡식과 다른 식량들, 석유를 수출하고 있다. 뉴올리언스는 짐배들을 위한 가장 바쁜 항구로 지내왔다. 짐배들은 뉴올리언스에서 만나는 미시시피강과 운하 걸프를 이용하는 편이다.
뉴올리언스는 남부의 금융 중심지이며, 많은 은행들이 메트로폴리스 지역에서 운영되고 있다. 도시의 대부금은 금융기관들이 계획을 확장하고 다른 시민적 발전에 도움을 주었다.

### 공업
뉴올리언스는 조선업이 발달한 도시들 중의 하나이다. 그밖에 석유 화학, 금속, 식품 등의 공업이 발달하였다.

## 스포츠
뉴올리언스를 연고로 하는 프로스포츠팀은 NBA 농구의 뉴올리언스 펠리컨스, NFL 풋볼의 뉴올리언스 세인츠가 있다.

## 기후
| 뉴올리언스 (루이 암스트롱 뉴올리언스 국제공항)의 기후                                          | 뉴올리언스 (루이 암스트롱 뉴올리언스 국제공항)의 기후 | 뉴올리언스 (루이 암스트롱 뉴올리언스 국제공항)의 기후 | 뉴올리언스 (루이 암스트롱 뉴올리언스 국제공항)의 기후 | 뉴올리언스 (루이 암스트롱 뉴올리언스 국제공항)의 기후 | 뉴올리언스 (루이 암스트롱 뉴올리언스 국제공항)의 기후 | 뉴올리언스 (루이 암스트롱 뉴올리언스 국제공항)의 기후 | 뉴올리언스 (루이 암스트롱 뉴올리언스 국제공항)의 기후 | 뉴올리언스 (루이 암스트롱 뉴올리언스 국제공항)의 기후 | 뉴올리언스 (루이 암스트롱 뉴올리언스 국제공항)의 기후 | 뉴올리언스 (루이 암스트롱 뉴올리언스 국제공항)의 기후 | 뉴올리언스 (루이 암스트롱 뉴올리언스 국제공항)의 기후 | 뉴올리언스 (루이 암스트롱 뉴올리언스 국제공항)의 기후 | 뉴올리언스 (루이 암스트롱 뉴올리언스 국제공항)의 기후 |
| 월                                                                                             | 1월                                                   | 2월                                                   | 3월                                                   | 4월                                                   | 5월                                                   | 6월                                                   | 7월                                                   | 8월                                                   | 9월                                                   | 10월                                                  | 11월                                                  | 12월                                                  | 연간                                                  |
| ---------------------------------------------------------------------------------------------- | ----------------------------------------------------- | ----------------------------------------------------- | ----------------------------------------------------- | ----------------------------------------------------- | ----------------------------------------------------- | ----------------------------------------------------- | ----------------------------------------------------- | ----------------------------------------------------- | ----------------------------------------------------- | ----------------------------------------------------- | ----------------------------------------------------- | ----------------------------------------------------- | ----------------------------------------------------- |
| 역대 최고 기온 °C (°F)                                                                         | 28 (83)                                               | 29 (85)                                               | 32 (89)                                               | 33 (92)                                               | 36 (97)                                               | 38 (101)                                              | 38 (101)                                              | 39 (102)                                              | 38 (101)                                              | 36 (97)                                               | 32 (90)                                               | 29 (85)                                               | 39 (102)                                              |
| 일평균 최고 기온 °C (°F)                                                                       | 16.9 (62.5)                                           | 19.1 (66.4)                                           | 22.4 (72.3)                                           | 25.8 (78.5)                                           | 29.6 (85.3)                                           | 32.2 (90.0)                                           | 33.0 (91.4)                                           | 32.9 (91.3)                                           | 31.2 (88.1)                                           | 27.0 (80.6)                                           | 21.8 (71.2)                                           | 18.2 (64.8)                                           | 25.8 (78.5)                                           |
| 일일 평균 기온 °C (°F)                                                                         | 12.4 (54.3)                                           | 14.4 (58.0)                                           | 17.7 (63.8)                                           | 21.2 (70.1)                                           | 25.1 (77.1)                                           | 28.0 (82.4)                                           | 28.8 (83.9)                                           | 28.9 (84.0)                                           | 27.1 (80.8)                                           | 22.5 (72.5)                                           | 16.9 (62.4)                                           | 13.7 (56.6)                                           | 21.4 (70.5)                                           |
| 일평균 최저 기온 °C (°F)                                                                       | 7.8 (46.1)                                            | 9.8 (49.7)                                            | 12.9 (55.3)                                           | 16.5 (61.7)                                           | 20.6 (69.0)                                           | 23.7 (74.7)                                           | 24.7 (76.5)                                           | 24.8 (76.6)                                           | 23.1 (73.5)                                           | 17.9 (64.3)                                           | 12.1 (53.7)                                           | 9.1 (48.4)                                            | 16.9 (62.5)                                           |
| 역대 최저 기온 °C (°F)                                                                         | −10 (14)                                              | −9 (16)                                               | −4 (25)                                               | 0 (32)                                                | 5 (41)                                                | 10 (50)                                               | 16 (60)                                               | 16 (60)                                               | 6 (42)                                                | 2 (35)                                                | −4 (24)                                               | −12 (11)                                              | −12 (11)                                              |
| 평균 강수량 mm (인치)                                                                          | 132 (5.18)                                            | 105 (4.13)                                            | 111 (4.36)                                            | 133 (5.22)                                            | 143 (5.64)                                            | 194 (7.62)                                            | 172 (6.79)                                            | 176 (6.91)                                            | 130 (5.11)                                            | 94 (3.70)                                             | 98 (3.87)                                             | 122 (4.82)                                            | 1,609 (63.35)                                         |
| 평균 강수일수 (≥ 0.01 인치)                                                                    | 9.5                                                   | 9.0                                                   | 8.1                                                   | 7.3                                                   | 7.8                                                   | 12.7                                                  | 13.9                                                  | 13.6                                                  | 9.8                                                   | 7.1                                                   | 7.1                                                   | 9.2                                                   | 115.1                                                 |
| 평균 상대 습도 (%)                                                                             | 75.6                                                  | 73.0                                                  | 72.9                                                  | 73.4                                                  | 74.4                                                  | 76.4                                                  | 79.2                                                  | 79.4                                                  | 77.8                                                  | 74.9                                                  | 77.2                                                  | 76.9                                                  | 75.9                                                  |
| 평균 월간 일조시간                                                                             | 153.0                                                 | 161.5                                                 | 219.4                                                 | 251.9                                                 | 278.9                                                 | 274.3                                                 | 257.1                                                 | 251.9                                                 | 228.7                                                 | 242.6                                                 | 171.8                                                 | 157.8                                                 | 2,648.9                                               |
| 가능 일조율                                                                                    | 47                                                    | 52                                                    | 59                                                    | 65                                                    | 66                                                    | 65                                                    | 60                                                    | 62                                                    | 62                                                    | 68                                                    | 54                                                    | 50                                                    | 60                                                    |
| 출처: 미국 해양대기청 (평년값: 1991년~2020년, 극값: 1946년~현재, 상대습도/일조: 1961년~1990년) |                                                       |                                                       |                                                       |                                                       |                                                       |                                                       |                                                       |                                                       |                                                       |                                                       |                                                       |                                                       |                                                       |

## 역사

### 17세기 및 그 이전
칙소, 촉토, 나체스 인디언들이 살고 있었으며, 1682년에 프랑스의 탐험가 르네-로베르 카블리에 드 라 살이 오대호 지역으로부터 미시시피강으로 배를 타며 내려오면서 미시시피 강 유역을 프랑스령으로 삼았다.

### 18세기
1718년에 프랑스의 미시시피 회사에 의해 도시가 설립되었으며 도시의 이름은 당시 루이 15세의 섭정이었던 오를레앙 공작 필리프 2세와 오를레앙 이름을 따서 명명되었다. 1722년에 루이지애나 식민지의 수도가 되었다가, 1762년 루이 15세가 자기의 사촌 스페인의 카를로스 3세에게 루이지애나를 넘겨주었다. 스페인 사람인 안토니오 데 울로아가 루이지애나의 첫 총독이 되었으나, 프랑스계 주민들이 그를 싫어하여 1768년에 그를 도시 밖으로 쫓아냈다. 그러나, 1768년 스페인 군대들이 도착하여 뉴올리언스를 스페인 통치지역으로 세웠다. 1800년 프랑스가 스페인으로부터 루이지애나를 빼앗았으나, 1803년 3월까지 사실이 드러나지 않았다. 다음 달에 프랑스가 루이지애나를 미국에 팔았다.

### 19세기
1805년 뉴올리언스는 도시화되었다. 1812년에 루이지애나의 주도가 되었으며, 같은해 피츠버그로부터 내려온 뉴올리언스 증기선이 도착하였다. 그 배는 미시시피 강을 탐험하는 첫 배였다. 그래서 강 무역이 뉴올리언스에 붐을 일으켰다. 미영 전쟁 중에 영국군이 뉴올리언스를 점령하려 했다. 1815년 1월 8일에 일어난 전투에서는 당시 앤드류 잭슨 장군이 이끄는 군인들이 영국군을 물리쳤다. (이것을 뉴올리언스 전투라고 불린다)
전쟁이 끝나자, 강 무역이 뉴올리언스에 많은 재산들을 가져왔고 1830년에 주도를 도널드슨빌로 옮겼다. 1831년 다시 주도가 되었다가, 1838년 배턴루지로 옮겼다. 1840년에 뉴올리언스의 인구는 102,193명이었고, 미국에서 4번째로 큰 도시가 되었다. 1800년대 중반에는 독일과 아일랜드에서 온 이민들을 끌어들였다. 전문적 오페라와 극장들이 열면서 "아메리카의 파리"로 알려졌다.
남북 전쟁 중에는 데이비드 페러거트 대위가 이끄는 북군의 해군이 쳐들어왔다. 몇개의 요새들이 폭탄 투하를 내린 후, 5월 1일에 도시를 굴복시켰다. 전쟁이 끝나자, 재건되었고 흑인들과 북부 사람들이 뉴올리언스의 정부를 통치하였다. 1866년에는 투표 논쟁에 관한 흑백간의 폭동이 일어났는 데, 약 50명의 사망자(대부분 흑인들)가 생기는 결과가 생겼고 도시의 인종 차별이 더욱 심해졌다.

### 20세기
1960년대에는 도서관, 식당과 많은 공공 시설들이 세워졌다. 1977년에는 어니스트 N. 모리얼이 도시의 첫 흑인 시장이 되었으며, 1986년까지 그 직에 있었다. 1994년부터 2002년까지 그의 아들이 시장직을 역임하였다.

### 21세기
2005년 8월에 일어난 허리케인 카트리나에 의하여, 수백명의 사람들이 사망하였다. 뉴올리언스의 80%가 물에 잠기었고, 수천개의 집들을 망치고 말았다. 수많은 사람들이 도시에서 철수하였고, 대부분의 주민들은 노숙자가 되고 말았다. 많은 시설들이 회복되는 데, 수많은 세월이 걸렸다. 2006년 9월에 루이지애나 수퍼돔이 피해를 입은 이래, 처음으로 열렸다. 2007년에 공무원들은 도시의 재건을 위한 계획을 밝혔다.

## 자매 도시
- 베네수엘라 카라카스
- 남아프리카 공화국 더반
- 오스트리아 인스브루크
- 베네수엘라 마라카이보
- 일본 마쓰에시
- 멕시코 메리다
- 프랑스 오를레앙
- 콩고 공화국 푸앵트누아르
- 아르헨티나 산미겔데투쿠만
- 온두라스 테구시갈파

## 같이 보기
- 허리케인 카트리나